# Fałdy okrężne

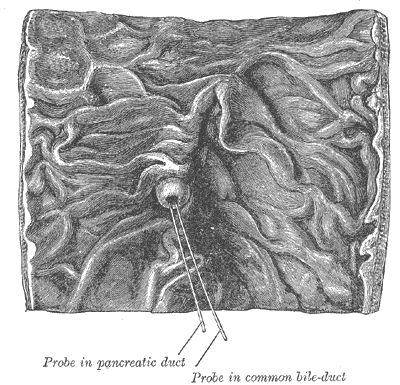
Brodawka większa dwunastnicy widoczna pomiędzy fałdami okrężnymi

Fałdy okrężne, fałdy Kerckringa (łac. plicae circulares, plicae Kerckringi) – gładkie, jednolite, położone nieopodal siebie struktury błony śluzowej, przechodzące z jednej strony pętli jelita cienkiego na drugą.
Fałdy te pojawiają się w dwunastnicy w okolicy 2,5–5 cm od odźwiernika i mogą osiągać do 8 mm wysokości. Często znacznie różnią się wielkością. Są widoczne w dalszej części dwunastnicy, jelicie czczym. W jelicie krętym nie występują lub występują rzadko i mniejsze. Za połową długości jelita czczego stają się coraz mniejsze, aż do niemal całkowitego wygładzenia pod koniec jelita krętego.
Ich fizjologicznym zadaniem jest zwiększanie powierzchni błony śluzowej jelita cienkiego oraz regulowanie szybkości pasażu jelitowego.
Nazwa eponimiczna upamiętnia holenderskiego anatoma Theodora Kerckringa.